# Cell Stem Cell
Cell Stem Cell és una revista científica especialitzada en el camp de les cèl·lules mare. Editada pel grup Cell Press, propietat de l'editorial holandesa Elsevier, la revista va publicar el seu primer nombre el 7 de juny de 2007. Amb una periodicitat mensual i editada en llengua anglesa, la revista està dirigida per experts en el camp de la recerca biocel·lular. Els seus arxius estan oberts 12 mesos després de la seva publicació. Segons Journal Citation Reports, el factor d'impacte d'aquesta revista va ser 25,315 en 2012. L'editora actual és Deborah Sweet.

## Articles destacats

### Cèl·lules mare resistents a la quimioteràpia
En la seva edició de març de 2017, la revista Cell Stem Cell presenta un nou estudi, en aquest cas d'investigadors del Institut de Recerca Biomèdica (IRB) de Barcelona, en el qual es descriu la resiliència d'un grup de cèl·lules mare en l'intestí a la quimioteràpia. El treball descriu a un grup de cèl·lules mare de l'intestí, un "reservori", que tenen característiques molt diferents a les abundants i actives cèl·lules mare ja conegudes en aquest òrgan, i que són quiescents, és a dir, no proliferen i es troben en estat d'aparent hibernació.

### Cries de ratolí sanes de dues mares
L'octubre de 2018, la revista va publicar el treball de diversos investigadors de l'Acadèmia Xinesa de les Ciències que havien aconseguit produir 29 ratolins sans de dues mares utilitzant cèl·lules mare i edició genètica. Entre els signants de l'article destaca Qi Zhou, coautor del treball.